# سجاد بهروزی
سجاد بهروزی (انگلیسی: Sajjad Behrouzi) (زاده ۱۹۸۹ مرودشت) وزنه‌بردار ایرانی است، که در دسته ۶۹ کیلوگرم رقابت می‌کند.وی پسرعموی جابر بهروزی دیگر وزنه بردار ایرانی است.